# Первая советско-украинская война
Первая советско-украинская война (укр. Перша радянсько-українська війна) — вооружённый конфликт, ставший следствием противостояния Украинской Народной Республики и Совета народных комиссаров РСФСР во главе с В. И. Лениным; боевые действия происходили с декабря 1917 года по май 1918 года.

## Название и трактовки

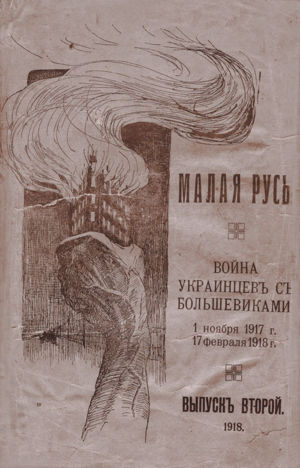
Периодический сборник «Малая Русь» посвящённый Первой советско-украинской войне. Издан в начале 1918 года под названием «Война украинцев с большевиками: 1 ноября 1917 — 17 февраля 1918»

Как в довоенной, так и в современной украинской историографии встречается именование данного конфликта Первой украинско-большевистской войной. Энциклопедия истории Украины называет данный конфликт Первой войной Советской России против УНР, схожие названия встречаются также и в других современных украинских изданиях. В публикациях Украинского института национальной памяти встречается определение конфликта как Первой российско-украинской войны.
Согласно позиции советской стороны, события на Украине являлись внутренним конфликтом между революционными советами рабочих и солдатских депутатов и буржуазной Украинской Центральной радой. Данную позицию переняла и советская историография, считавшая данный конфликт гражданской войной. Современная украинская историография считает данные события межгосударственным конфликтом, агрессией большевистской России (РСФСР) против УНР.

## Предпосылки (март-декабрь 1917)

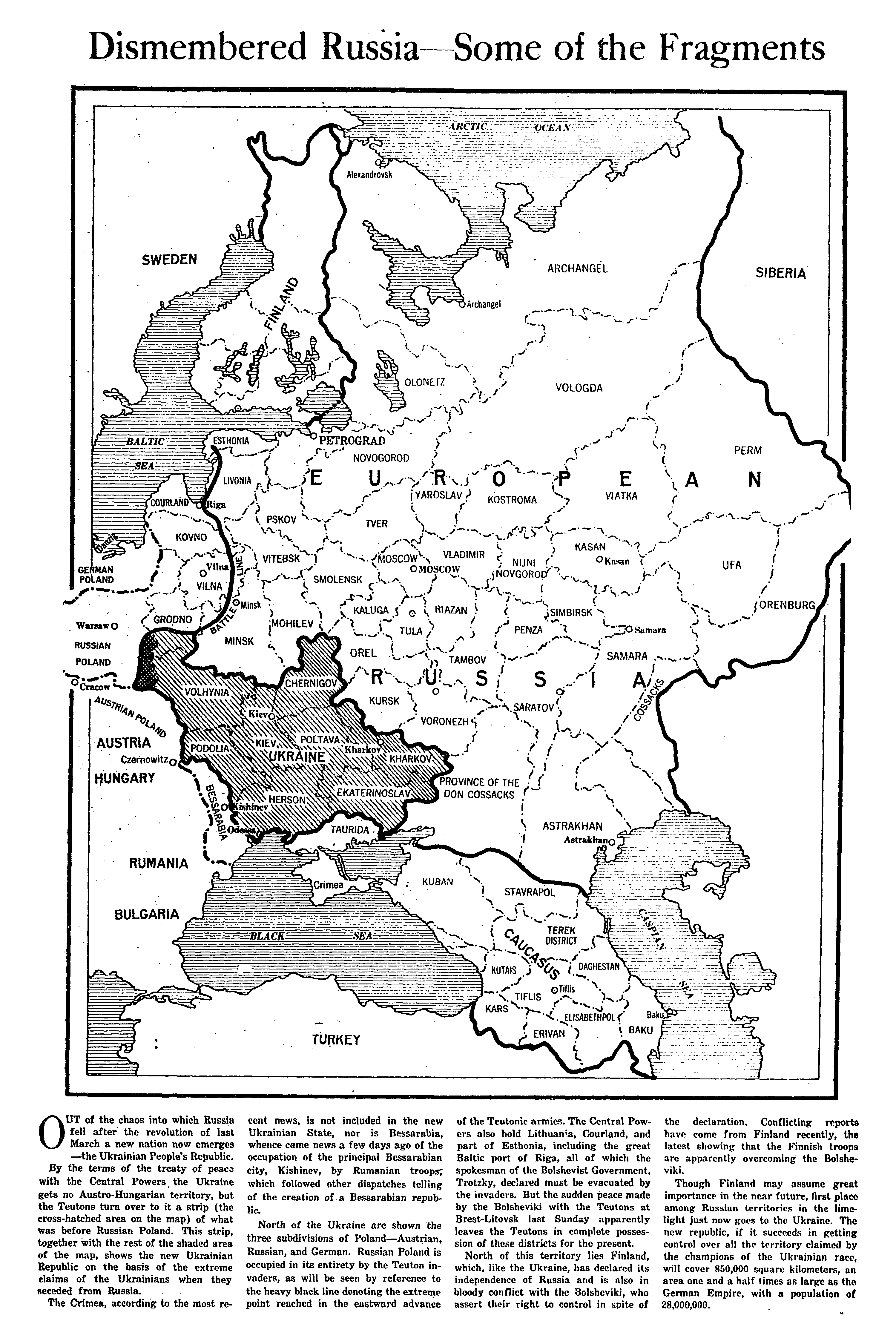
Фрагмент статьи в газете Нью-Йорк Таймс от 17 февраля 1918 года, показывающей границы Украинской Народной Республики после провозглашения независимости от Советской России в январе 1918.

После событий февральской революции в Петрограде 8-15 марта 1917 начинается распад Российской империи. К власти на территории империи приходит Временное правительство России.
17 марта 1917 в Киеве украинскими партиями создаётся Украинская Центральная Рада, ставшая главным органом власти на территории Украины. 19 марта 1917 в Киеве собралась стотысячная манифестация, на которой были высказаны идеи о восстановлении украинской государственности и национального самоопределения.
7 ноября в России в результате Революции к власти приходят большевики и создают Советскую Республику Россию. Центральная Рада 20 ноября 1917 провозгласила Универсалом создание автономной Украинской Народной Республики со столицей в Киеве.
Про методы борьбы большевиков против УНР писал член УЦР Шаповал Никита:

Первым способом борьбы у большевиков был так называемый «срыв из середины» и поэтому они замыслили против украинского движения вызвать на Украине борьбу русских и евреев против украинцев, а когда эта борьба начнется, тогда большевики ударят из Москвы.

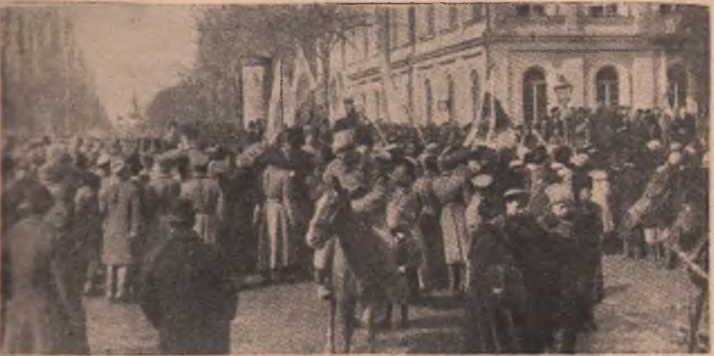
Праздничная демонстрация возле городской думы города Киева после провозглашения III Универсала УЦР.

УНР настаивала на создании федеративного правительства в России из представителей всех территорий. Неудачная попытка большевиков изменить власть на Украине путём переизбрания Украинской Центральной Рады вызвала раздражение российского правительства — большевистского Совета Народных Комиссаров, и было решено захватить власть на Украине путём вооружённого восстания в Киеве.

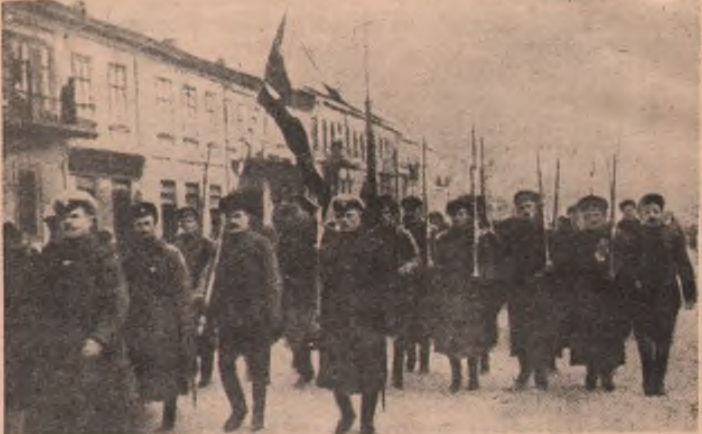
Смена караула частью Армии УНР в Одессе осень 1917.

Однако в ночь с 29 ноября (11 декабря) на 30 ноября (12 декабря) 1917 года украинские войска, верные Центральной Раде, подавили восстание, а мятежников выслали эшелонами за пределы Украины. Большевистские отделы 2-го гвардейского корпуса под руководством Евгении Бош отправились с фронта на захват Киева, но были разоружены 1-м Украинским корпусом Павла Скоропадского у Жмеринки и отправлены в Россию. 30 ноября (12 декабря) 1917 года вспыхнуло большевистское восстание в Одессе, которое также закончилось поражением большевиков.
3-го декабря 1917 В. Лениным написан Ультиматум Совнаркома, который 4 декабря за подписью Ленина и Троцкого был вручён Центральной Раде.
В тексте Ультиматума наряду с декларативным признанием УНР и правом Украины «совершенно отделиться от России» выдвигался ряд требований, выполнение которых не изменило бы планов России начать агрессию против Украинской Республики:

…Рада заставила бы нас объявить, без всяких колебаний, войну ей, даже если бы она была уже вполне формально признанным и бесспорным органом высшей государственной власти, независимой буржуазной республики украинской.

4 декабря (17 декабря) 1917 года по инициативе районного комитета большевиков в Никитовке состоялся съезд подконтрольных большевикам ревкомов Донецкого бассейна. На нём было избрано Центральное бюро Военно-революционных комитетов Донбасса, формально часть Донбасса первой вышла из под контроля УНР.
6 декабря (19 декабря) 1917 года военный министр УНР Симон Петлюра сделал на съезде Центрального Совета сенсационное заявление:

На нас готовится поход! Мы почувствовали, что нам, украинским демократам, в спину кто-то готовит нож… Большевики концентрируют свое войско для разгрома Украинской республики … Первые эшелоны из Гомеля подходят в Бахмач.

7 декабря Троцкий в телеграмме отправленной Крыленко в штаб в Могилёв сообщал:

Украинские трудящиеся массы должны на деле понять, что Общероссийская Советская власть не будет чинить никаких затруднений самоопределению Украины, в какие бы формы это самоопределение окончательно не вылилось, и что признание Народной Украинской Республики со стороны Российской власти самое полное.

## История

### Первый этап

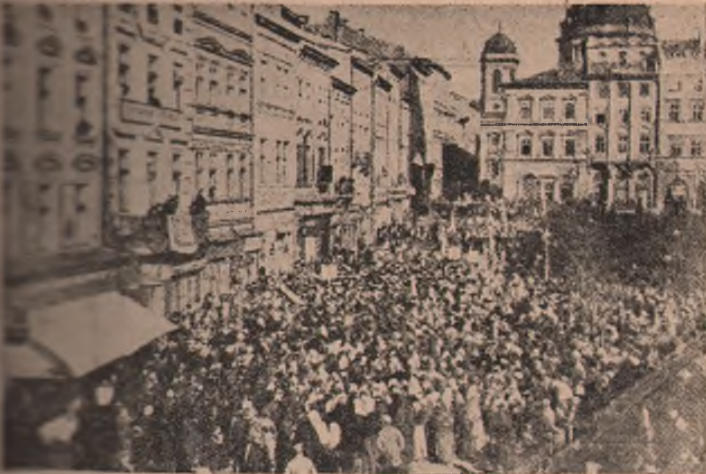
Праздничная демонстрация на площади Рынок во Львове в связи с подписанием Брестского мира.

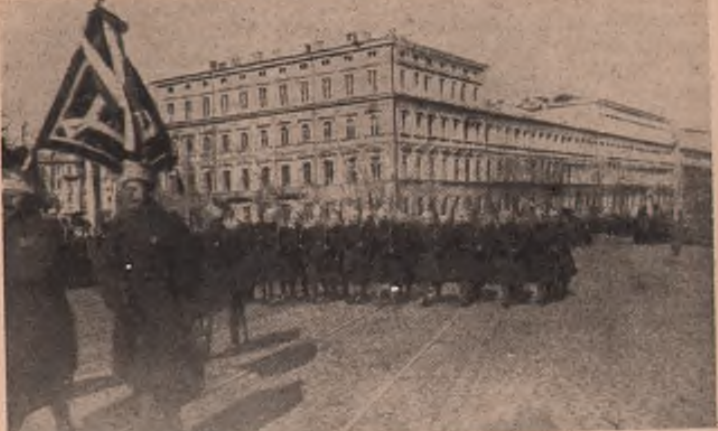
Парад частей Синей дивизии Армии УНР в освобождённом Киеве.

22 (9) декабря 1917 большевистские отряды прибыли в Харьков и установили контроль над городом без боев, гарнизон просто сдал город. По указаниям из Петрограда, под охраной красноармейцев украинские большевики провели Первый Всеукраинский съезд советов 1917, который объявил Украину советской республикой, федеративной частью советской России. Благодаря этому Петроград в дальнейшем представлял события на Украине как внутренний конфликт между революционными советами рабочих и солдатских депутатов и «буржуазной» УЦР. По таким формальным признакам советская историография трактовала вооружённый конфликт как гражданскую войну, современная украинская историография трактует эти события как межгосударственный конфликт, агрессию большевистской России (РСФСР) против УНР.
30 (17) декабря советское правительство Украины объявило войну УЦР и обратилось за помощью к РНК. На конец декабря на Украину прибыло до 20 тыс. красноармейцев — матросов и солдат. Они были усилены местными красноармейскими отрядами. После произошли бои за Вапнярку, Гевань, Шепетовку и Ново-Константиновку которые закончились победой украинских сил и казаков. 7 января 1918 (25 декабря 1917) нарком В. Антонов-Овсеенко, комиссар «по борьбе с контрреволюцией на Юге России», отдал приказ о общем наступлении против УНР. На тот момент под большевистской властью уже находилась значительная часть Левобережной Украины. УЦР оказалась неспособной противостоять большевистскому нашествию, поскольку не имела собственных вооружённых сил. Лишь 8 января 1918 (26 декабря 1917) Генеральный секретариат Украинской Центральной Рады принял постановление о создании армии. На стороне УНР воевали единичные украинизированные части старой армии, отряды Вольного казачества, и вновь созданные военные формирования: Гайдамацкий имени Костя Гордиенко конный полк, Гайдамацкий кош Слободской Украины, Сечевые стрельцы.

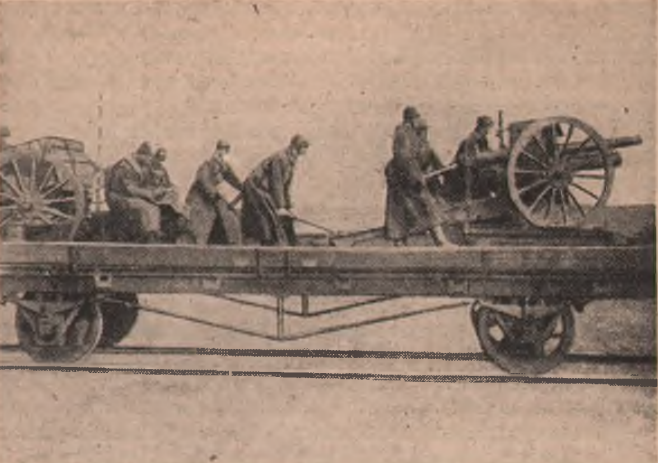
Немецкий артиллерийский отдел во время боя с большевиками, весна 1918 года.

11 января 1918 (29 декабря 1917) большевики заняли Екатеринослав. Перед этим в городе вспыхнуло заранее подготовленное местными большевиками восстание рабочих, на помощь которому и пришли войска из России. Эта «тактика» не раз использовалась и в дальнейшем (в Николаеве, Одессе, Киеве и др.). 15 (2) января 1918 пал Александровск, 19 (6) января 1918 — Полтава. Далее двумя колоннами со стороны Харькова-Полтавы и Гомеля Курска-Бахмач началось наступление на Киев. Поднятое большевиками Январское вооружённое восстание в Киеве 1918 г. было подавлено, однако после 5-дневного артиллерийского обстрела и ожесточённых боёв 9 февраля (26 января) 1918 Киев был занят красноармейцами Муравьёва. Правительственные учреждения и вооружённые формирования УНР сосредоточились на Волыни. На остальной территории Украины была установлена власть советов.

### Второй этап

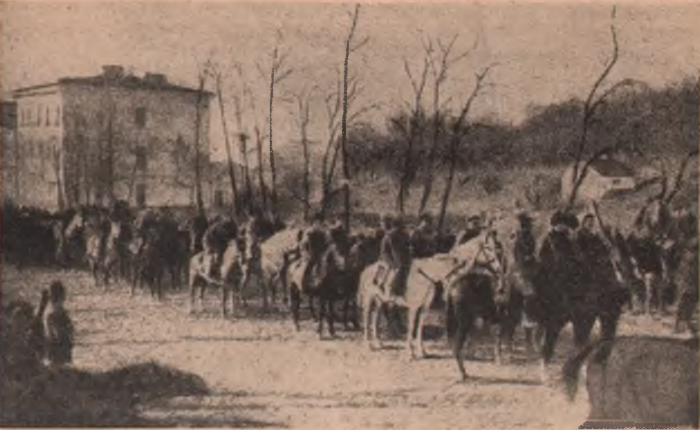
Почётный отдел Украинской конницы отдаёт последний почёт австрийским воинам, павшим в бою с большевиками. Одесса, март 1918

Второй этап войны начался после заключения Брестского мирного договора УНР с государствами Четверного Союза — 9 февраля 1918 года. 12 февраля (30 января) 1918 года правительство УНР обратилось к немецкому командованию с просьбой о военной помощи против агрессии большевиков, и 21 (8) февраля 1918 немецкие войска вступили на Украину. Борьбу против большевиков продолжала и армия УНР. 2 марта 1918 союзные войска вошли в Киев. В течение марта-апреля 1918 года они вели наступление на Полтаву, Харьков, Лозовую, Луганск, совершили поход на Крым.

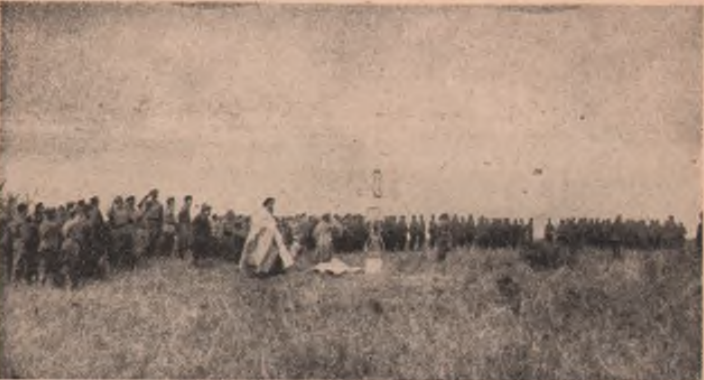
Панихида на острове Хортица в память о давних запорожцах, в которой принимают участие казаки 1-й Запорожской стрелковой дивизии

Согласно статье 6-й Брестского мирного договора РСФСР с государствами Четверного союза 3 марта 1918 РСФСР обязывалась признать УНР, вывести с её территории свои войска, начать переговоры о подписании мирного договора и установлении государственной границы. 6 мая 1918 в Конотопе представители немецко-украинских войск и войск РСФСР подписали договор о прекращении военных действий. Во время мирных переговоров между украинским государством и РСФСР 12 июня 1918 стороны заключили предварительное мирное соглашение. Была установлена демаркационная линия — временное разграничение территории Украинского государства и РСФСР: Сураж-Унеча-Стародуб-Новгород-Северский-Глухов-Рыльск-Колонтаивка-Суджа-Беленихино-Купянск.

## Мирный договор (июнь 1918)
12 июня 1918 года украинские большевики Д. Мануильский и Х. Раковский подписали условия прелиминарного мира с Украинской державой, возглавляемой гетманом Скоропадским. Согласно этому договору, военные действия Советско-украинской войны приостанавливались и устанавливалась «нейтральная зона», которая должна была разграничить стороны к официальному установлению государственных границ.

## В культуре
В литературе яркий образ той атмосферы, которая царила в первые дни после занятия населённых пунктов большевиками, даёт участник тех событий, член УЦР В. Виниченко в своей драме, написанной в 1918 году — «Между двух сил».
В 2019 вышел фильм Круты 1918